# Carea castellano-manchego
Carea castellano-manchego är en hundras från Spanien. Den är en vallhund från Kastilien-La Mancha. Rasen är inte officiellt erkänd av den spanska kennelklubben Real Sociedad Canina en España (RSCE), men är listad i grupos étnicos caninos för regionalt förankrade hundraser. En provisorisk standard är fastställd.